# Denguefeber
Denguefeber (el. dengue-feber) er en influenzalignende sygdom, der forårsages af denguevirus, og som er en zoonose, idet denguevirus ligesom zikavirus overføres fra myg. Uden for troperne er dengue en ny sygdom, der rammer dele af Europa, herunder Frankrig, Italien, Portugal, Spanien og Kroatien.
Navnet stammer fra swahili-udtrykket dinga / denga, som betyder "krampeanfald"; den komplette østafrikanske betegnelse for tilstanden er ki-dinga pepo: "en art krampeanfald (forårsaget af) en ond ånd" .
Der er udbredt risiko for at blive ramt af denguefeber i mange tropiske områder, og sygdommen er en alvorlig trussel mod sundheden i den tredje verden.
Tropesygdommen rammer 50 millioner mennesker årligt, og af dem dør cirka 22.000.
Det smitsomme denguevirus findes hovedsageligt hos mennesket (samt måske visse arter af menneskeaber), og det overføres fra menneske til menneske af myggen Aedes egyptii, der også er skyld i gul feber. Det anses som en af hovedårsagerne til væksten i tilfælde af denguefeber, at denne myg fortrinsvis findes i urbane områder, hvor den yngler i stillestående vand – det kan være i blomstervaser, udækkede tønder, spande, og kasserede dæk. De farligste områder er våde brusebad gulve og toilet tanke, da de tillader myg at yngle i boligen. Forskning har vist at visse kemikalier, stammende fra bakterier i vandbeholdere, stimulerer de kvindelige myg til at lægge deres æg. Forebyggelse består dels i sprøjtning mod myg, dels at eliminere muligheder for yngel i stillestående vand.

## Forløb
Denguefeberen er dog som oftest en mild sygdom med influenzalignende symptomer, men kan udvikles til to forskellige alvorlige tilstande:
Dengue hæmorhagisk feber (DHF) og Dengue shock syndrom (DSS).
Disse kan medføre døden.
Der findes fire typer dengue vira.
De alvorlige tilstande skyldes, at har man tidligere været ramt af et virus, har man kun udviklet antistoffer overfor dette. Da det næste virus ikke er helt magen til, giver antistofferne ikke beskyttelse. Derved får det ny virus mulighed for at trænge ind i visse af immunforsvarets celler, med en meget kraftigt reaktion fra immunforsvaret til følge. I alvorligere tilfælde, kan de mindre blodkar beskadiges og blodets evne til at størkne nedsættes. Efterhånden som sygdommen skrider frem, begynder blodpladetallet at falde. Blodplader er små celler, der cirkulerer i blodet, deres funktion er at øge koagulation, så blodet kan størkne. Uden tilstrækkelige blodplader, kan indre blødninger opstå, og disse er livstruende.

## Forebyggelse og behandling

### Vaccine
Tidligere var der ingen vaccine mod dengue, så den eneste beskyttelse var at undgå myggestik.
Men et større tiltag fra WHO for at udvikle en vaccine, blandt andet hos den
amerikanske virksomhed Inviragen, der har modtaget støtte gennem Pediatric Dengue Vaccine Initiative (PDVI),
som er støttet af Rockerfeller- og Bill and Melinda Gates fondene, har givet resultat. Den første denguefeber-vaccine, Dengvaxia (CYD-TDV) fremstillet af Sanofi Pasteur, blev registreret i Mexico i december, 2015. CYD-TDV er en levende rekombinant tetravalent dengue vaccine, der blev evalueret til en 3-dosis serie med et 0/6/12-måneders program i kliniske fase III studier. Den blev registreret til brug i individer mellem 9 år og 45 år, der lever i endemiske områder.
Dengue-vaccinen er en blanding af svækket denguevirus og flavivirus, som er ikke-virulent. Modsat er de fire serotyper denguevirus, naturligt kontraheret fra myg, 100 % virulente. Vaccinen forårsager således ikke denguefeber-infektion, og er godkendt af WHO. I oktober 2016 benyttede 14 lande en dengue-vaccine. Kliniske forsøg med flere end 40.000 deltagere, offentliggjort marts 2017, viste at vaccinen har bidraget til at forebygge symptomatiske tilfælde, der forårsages af nogen af de fire typer dengue, med 65,6 %, hvilket reducerer indlæggelser med 80,8 %, og alvorlige dengue tilfælde med 93,2 %. Selv om en vaccine endnu ikke er 100 % effektiv, er det langt bedre end ingen forebyggelse. I Thailand har man ikke alene vaccineret spædbørn med 0/6/12-måneders tredosers vaccine, men også unge og voksne, da sygdommen kan ramme i alle aldre. I gruppen 9-45 år er virkningen lige så effektiv, eller bedre, blandt de 16-45 årige, sammenlignet med 9-16 årige. Effekten er næsten 82 % blandt personer, der tidligere har været eksponeret for dengue (en eller flere af de fire typer), og 52,5 % i gruppen, der aldrig tidligere har været udsat for sygdommen.

## Forekomst
Denguefeber er ifølge Statens Serum Institut tiltaget i hyppighed over de seneste årtier og forekommer nu i flere end 100 lande, primært i troperne og subtroperne. I april 2024 har man i Frankrig registreret et rekordstort antal importerede tilfælde af dengue, kun tre måneder før starten af de Olympiske Lege i Paris.
I 2010 blev de første ikke-rejse-relaterede tilfælde, siden den sidste epidemi tilbage i 1927-1928, konstateret i Europa. I oktober 2012 kom den i udbrud på Madeira, hvor foreløbigt omkring 2000 mennesker har fået konstateret sygdommen, heriblandt en dansk turist. Den norske avis VG skrev i juni 2013, at indtil nu er 27 nordmænd og 175 svenskere smittet i år efter ferie i Thailand. I 2007 var denguefeber med 108 tilfælde den mest udbredte tropesygdom i Danmark. Antallet af tilfælde har tidligere været betydeligt lavere.
Antallet af tilfælde kan være højere, da denguevirusinfektion ikke er anmeldelsespligtig i Danmark, og der derfor mangler anmeldelse af infektioner, der har milde forløb eller er overstået inden hjemkomst .